# Hypericum tetrapterum
Espèce

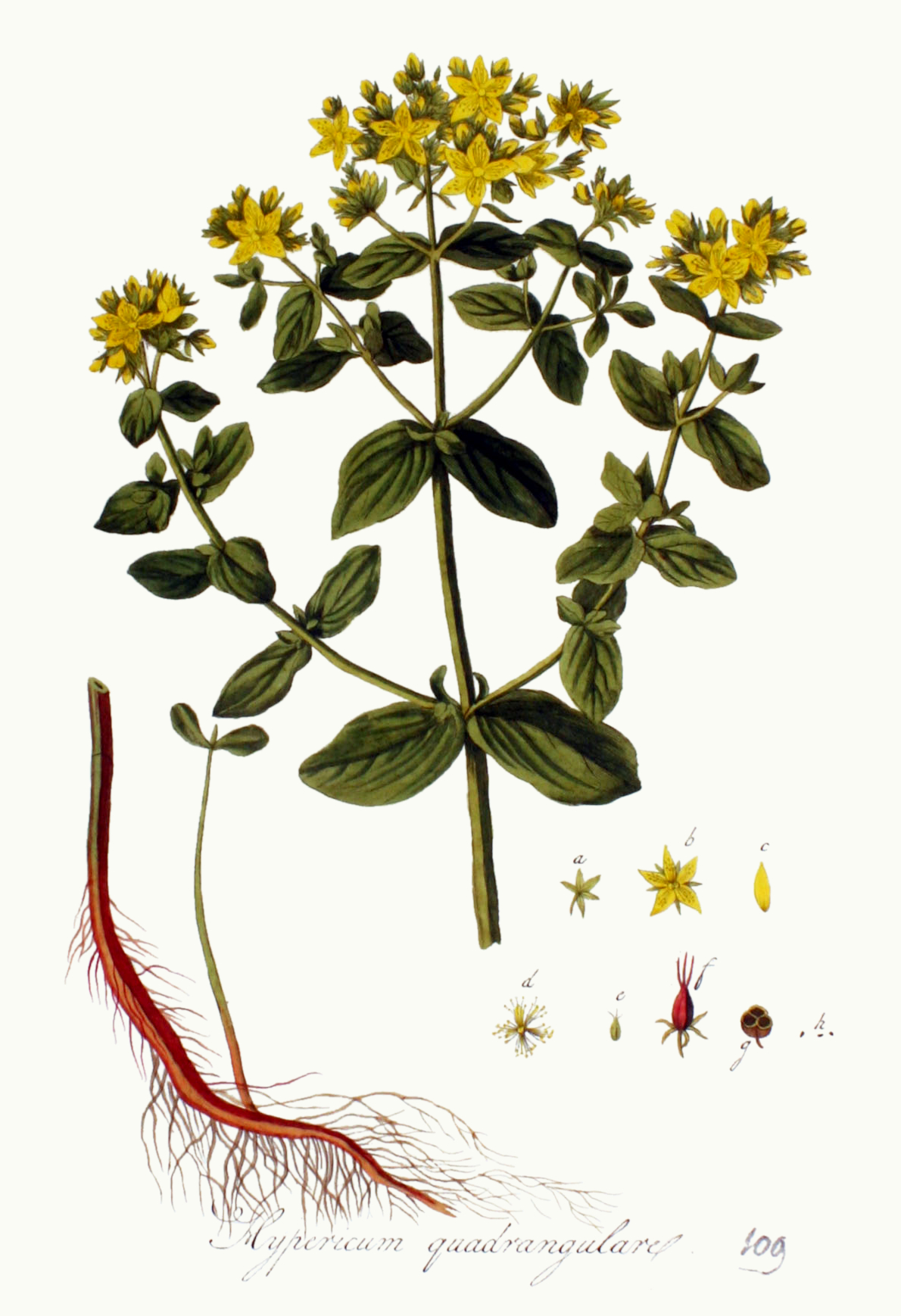
Hypericum tetrapterum.

Hypericum tetrapterum, le millepertuis à quatre ailes ou millepertuis à quatre angles, est une espèce de plantes à fleurs de la famille des Hypéricacées selon la classification phylogénétique APG IV (2016).
C'est une plante herbacée vivace  atteignant 70 cm de haut dont la tige de section carrée est pourvue de quatre ailes.
C'est une espèce caractéristique de la mégaphorbiaie en France. On peut la voir notamment dans la réserve naturelle nationale de la vallée de Chaudefour dans le Puy-de-dômes, dans les marais alcalins de la vallée de la Nizonne, en Dordogne, dans les tourbières de Vendoire, en Charentes, dans la zone d'intérêt écologique des étangs de Signolles, de Champroy et Tête de Bœuf, en Creuse.